# Message in a Bottle
«Message in a Bottle» es una canción grabada por la cantante y compositora estadounidense Taylor Swift. Publicado por Republic Records, es la vigésimo quinta pista del segundo álbum regrabado de Swift, Red (Taylor's Version) (2021). La canción fue escrita por Swift, Max Martin y Shellback, el último de los cuales también produjo la canción junto a Elvira Anderfjärd. La canción se lanzó a las estaciones de radio pop estadounidenses y adult pop como sencillo en noviembre de 2021.
«Message in a Bottle» es una canción de electropop y dance con influencias de los 80 con sintetizadores y un bajo vibrante. Algunos críticos elogiaron la producción de la canción y notaron similitudes entre ella y el álbum de Swift de 2014, 1989, pero pocos otros encontraron la canción decepcionante. La canción alcanzó el número 36 en la lista de airplay Adult Top 40 de Billboard.

## Antecedentes y lanzamiento
El 5 de agosto de 2021, Taylor Swift lanzó un teaser de 30 segundos en las redes sociales con letras desordenadas que, cuando se decodificaron, revelaron los títulos de las canciones y los colaboradores de las nueve canciones inéditas que se incluirán en Red (Taylor's Version) (2021). su versión regrabada de su álbum de 2012 Red. Una de las nueve pistas fue «Message in a Bottle», anunciada poco después como la vigésimo quinta canción del álbum.

## Composición
«Message in a Bottle» es la única de las nueve canciones de «From the Vault» en Red (Taylor's Version) que ha sido coescrita por Martin y Shellback, quienes trabajaron con Swift en sencillos de Red, «We Are Never Ever Getting Back Together», «I Knew You Were Trouble» y «22». Fue la primera canción que Swift escribió con ellos. Shellback y Elvira Anderfjärd produjeron conjuntamente la canción, con Shellback tocando la guitarra en la pista, mientras que Anderfjärd toca el bajo y la batería. Ambos también contribuyeron con teclados a la canción. «Message in a Bottle» se establece en la clave de sol mayor con un tempo de 120 latidos por minuto. Es una canción electropop y dance con sintetizadores y un bajo vibrante.

## Recepción de la crítica
«Message in a Bottle» fue generalmente recibido positivamente por los críticos. Escribiendo para NME, Hannah Mylrea calificó la canción como una «pepita efervescente de pop puro», diciendo que era «una reminiscencia del disco Emotion de Carly Rae Jepsen, influenciado en los 80». Paul Bridgewater de The Line of Best Fit etiquetó la pista como «Swift de grado A», diciendo que «encajaría fácilmente en la continuación de Red, 1989». Clash también notó que el «paisaje sonoro electrónico y el ritmo palpitante» eran similares a los de 1989, escribiendo que «Message in a Bottle» era una «oferta al estilo de Carly Rae Jepsen» de Swift.
En iHeartRadio, Ariel King opinó que «mientras la pista mantiene el tema de Red, donde Swift trabajó a través de una intensa angustia, los instrumentales optimistas dentro del single pueden ser la canción que la acercó a 1989». Escribiendo para Billboard, Jason Lipshutz, quien clasificó a «Message in a Bottle» en tercer lugar entre las nueve canciones inéditas de Red (Taylor's Version), calificó la canción como una «pista de baile compacta y propulsora que lleva la misma energía (y un encanto crepitante) que los éxitos que empujaron el sonido de Swift hacia el pop mainstream que lleva a 1989 en 2014».
Jonathan Keefe de Slant Magazine comparó el hook de la pista con «We Are Never Ever Getting Back Together» y «Shake It Off», y también señaló que no tenía «las repeticiones autoconscientes de esos éxitos». Para Variety, Chris Willman le dio a la canción una calificación de 4/5, expresando sorpresa de que la pista fue inicialmente excluida de Red, calificándola de «una buena oportunidad para tener un sencillo de éxito» y «completamente contagiosa». Sin embargo, Willman también declaró que «por muy bueno que sea, puedes imaginarte a casi cualquiera en el pop cantándolo», y lo calificó como «un poco impersonal en una forma en que pocas de sus canciones publicadas lo hacen».
Olivia Horn de Pitchfork dio una reseña tibia, complementando la producción brillante, pero criticó la pista por su «falta de personalidad». Laura Snapes de The Guardian consideró «Message in a Bottle» genérico e inferior en comparación con «22», otra canción pop que se incluyó en el álbum original de 2012.

## Desempeño comercial
Con tres días de seguimiento, «Message in a Bottle» debutó en el número 36 e36 en la lista de airplay Adult Top 40 con fecha del 20 de noviembre de 2021, lo que marca la trigésima sexta entrada de Swift en esa lista. Jim Asker y Gary Trust de Billboard señalaron que «la reproducción concentrada en las estaciones de iHeartRadio también contribuyó a los giros en el primer día de lanzamiento de la canción».

## Créditos y personal
- Taylor Swift – voz principal, composición
- Shellback – composición, producción, programación, teclados, guitarras
- Max Martin – composición de canciones
- Elvira Anderfjärd – producción, programación, teclados, batería, bajo, batería
- Randy Merrill – masterización
- Serban Ghenea – mezcla
- John Hames – ingeniería
- Christopher Rowe – ingeniería vocal

## Posicionamiento en listas
| Listas (2021)                      | Mejor posición |
| ---------------------------------- | -------------- |
| Australia (ARIA)                   | 33             |
| Canadá (Canadian Hot 100)          | 32             |
| Global 200 (Billboard)             | 50             |
| Estados Unidos (Billboard Hot 100) | 45             |
| Estados Unidos (Adult Top 40)      | 22             |
| Estados Unidos (Mainstream Top 40) | 38             |